# Miejski Zakład Komunikacji Ostrów Wielkopolski
Miejski Zakład Komunikacji w Ostrowie Wielkopolskim – przedsiębiorstwo transportowe, które świadczy usługi w zakresie lokalnego transportu zbiorowego na terenie miasta Ostrowa Wielkopolskiego oraz na terenie przyległych gmin.

## Historia
23 grudnia 1959 roku nastąpiło uroczyste otwarcie ostrowskiej komunikacji miejskiej obsługiwanej przez Miejskie Przedsiębiorstwo Gospodarki Komunalnej – zostały uruchomione pierwsze 4 linie autobusowe. W 1968 roku kursowało już 10 linii. W 1996 roku zakupione zostały pierwsze autobusy niskopodłogowe. 1 stycznia 2013 roku zaczął działać system Ostrowskiego Biletu Elektronicznego – w autobusach pojawiły się nowe kasowniki, a w marcu tego samego roku wycofane zostały papierowe bilety miesięczne. W następnym roku przy największych przystankach pojawiły się elektroniczne tablice z rozkładem jazdy. Testowane od 2015 roku autobusy elektryczne zaczęły jeździć po ostrowskich drogach dwa lata później (jako pierwsze w województwie). Są one zasilane energią wytwarzaną z biomasy w Ostrowskim Zakładzie Ciepłowniczym. W tym samym roku co elektryczne autobusy na ulicach Ostrowa pojawiły się rowery miejskie, a w 2019 roku w autobusach oraz na 5 przystankach zostały zamontowane biletomaty oraz zostało otwarte Centrum Przesiadkowe koncentrujące ruch większości linii autobusowych oraz pełniące funkcję dworca autobusowego.

## Linie autobusowe

### Linie regularnie kursujące w 2024 roku[6]
- 1 — Topola Wielka – Janków Przygodzki – Sosnowa – Dwernickiego
- 2 — Pruślin pętla – Topola Mała – Janków Przygodzki – Przygodzice
- 4 — Wańkowicza – Wysocko Wielkie – Wysocko Małe – Smardów
- 6 — Bema Cmentarz – Wtórek – Sadowie
- 7 — Lotnicza Poznańska – Wysocko Małe – Wysocko Wielkie – Sadowie
- 8 — Bema Cmentarz – Komuny Paryskiej
- 9 — Pruślin – Zacharzew
- 10 — Dwernickiego – Komuny Paryskiej
- 11 — Nowa Krępa piekarnia – Gorzyce Wielkie las
- 12 — Bema Cmentarz – Topola Wielka
- 13 — Zacharzew – Janków Dworzec PKP
- 14 — Przeskok – Limanowskiego Wenecja – Kwiatków
- 15 — Przygodzice – Kuźnia – Chruszczyny
- 16 — Centrum Przesiadkowe – Janków Przygodzki szkoła
- 22 — Centrum Przesiadkowe – Zacharzew – Gorzyce Wielkie – Topola Mała – Centrum Przesiadkowe[a]
- 25 — Komuny Paryskiej – Zacharzew
- C — Centrum Przesiadkowe – Komuny Paryskiej – Galeria Ostrovia – Reymonta – Centrum Przesiadkowe
- K-1 — Centrum Przesiadkowe – Krotoszyn
- M — Centrum Przesiadkowe – Nowe Skalmierzyce – Kalisz (funkcjonuje od 1975 roku)[7]
- P — Centrum Przesiadkowe – Pleszew

### Linie zawieszone i historyczne

#### Kursujące w XXI wieku
- Linia nr 18 (Ostrów Wielkopolski – Wielowieś – Zamość – Grabów nad Prosną) kursowała do końca 2023 roku[8][9].
- Linia nr 20 (Lotnicza – Psary – Nowe Skalmierzyce) kursowała do końca 2022 roku[10][11].
- Linia nr 21 (Lotnicza – Gałązki Wielkie) kursowała od 3 stycznia do końca 2022 roku[12][10].
- Linia nr 3 (Komuny Paryskiej – Wańkowicza) funkcjonowała od 1 listopada 2019 do 4 maja 2020.[13][14]
- Linia nr 29 (Przygodzice – Górecznik PKP – Antonin – Ludwików – Dębnica – Górecznik PKP – Przygodzice[15]) kusowała do 31 sierpnia 2021.[16]

#### W 1980 roku jako oddział Wojewódzkiego Przedsiębiorstwa Komunikacji Miejskiej w Kaliszu[17]
- 1 — Lamki – Zacharzew – Krotoszyńska – PPR – Wrocławska – Kuźnia ZNTK – Janków Przygodzki PKP
- 2 — Pruślin – Grabowska – Rynek – Partyzancka – Odolanowska – Topola Mała – Topola Wielka
- 3 — Janków Przygodzki PKP – Wrocławska – Sienkiewicza – Konopnickiej – Limanowskiego – Piaski – Karski – Kołłątajew – Lewków – Kwiatków
- 4 — Dziągwy – Sienkiewicza – Partyzancka – Wiosny Ludów – Nowotki – Manifestu Lipcowego – Szkolna
- 5 — Moszczanka – Raszkówek – Raszków – Walentynów – Pogrzybów – Przybysławice – Jaskółki – Radłów – Radłowska – Krotoszyńska – PPR – Chopina – Kaliska – Nowa Krępa (oraz Kaliska – Grabowska – Pruślińska)
- 6 — Młyńska – Krotoszyńska – PPR – Chopina – Kaliska – Grabowska – Pruślin – Wtórek – Sadowie – Parczew – Zmyślona – Sieroszewice
- 7 — Dworzec PKP – Sienkiewicza – Rynek – Gimnazjalna – Wysocka – Kamienna – Wysocko Małe – Wysocko Wielkie – (Smardów)
- 8 — Franklinów – Szczygliczka – Poznańska – Krotoszyńska – Sienkiewicza – Chopina  – Gimnazjalna – Nowotki – Manifestu Lipcowego – Szkolna
- 9 — Dworzec PKP – Głogowska – Wrocławska – Janków Przygodzki – Topola Wielka
- 10 — Szkolna – Manifestu Lipcowego – Nowotki – Obrońców Pokoju – Rynek – Partyzancka – Odolanowska – Rejtana – Bema (lub Centrala Rybna)
- 11 — Wysocka – Gimnazjalna – Rynek – Sienkiewicza – Odolanowska – Gorzycka – Gorzyce Wielkie
- 12 — Dworzec PKP – Głogowska – Wrocławska – Przygodzice – (Strugi – Antonin)
- 13 — Centrala Rybna – Rejtana – Bema – Krotoszyńska – Rynek – Partyzancka – Kościuszki – 1 Maja – (Wrocławska – Janków Przygodzki PKP – Wysocka Małe)
- 14 — Chłapowskiego – Sowińskiego – Krotoszyńska – Konopnickiej – Limanowskiego – Nowotki – Wrocławska – ZMP – Parkowa – Staroprzygodzka – Zębców
- 15 — Daniszyn – Łąkociny (Świeligów) – Lamki – Zacharzew – Krotoszyńska – PPR – Chopina – Kaliska – Nowa Krępa
- 16 — Dziągwy – Rynek – Partyzancka – Odolanowska – Topola Mała – Topola Wielka – Janków Przygodzki – Przygodzice
- 17 — PPR – Raszkowska – Krotoszyńska – Zacharzew – Lamki – Świeligów
- 18 — Szkolna – Wtórek/Wodna
- M — Dworzec PKP – Głogowska – Chopina – Kaliska – Czekanów – Fabianów – Skalmierzyce – Kalisz

## Tabor
Większość autobusów ostrowskiego MZK to autobusy niskopodłogowe. Aktualny (2024) tabor MZK:
| Model                            | Rok produkcji     | Eksploatacja od   | Numery taborowe                      | przewóz osób na wózkach | klimatyzacja przestrzeni pasażerskiej | Liczba |
| -------------------------------- | ----------------- | ----------------- | ------------------------------------ | ----------------------- | ------------------------------------- | ------ |
| MAN NL202                        | 1997              | 2006              | 251                                  | przewóz osób na wózkach |                                       | 1      |
| MAN NL223                        | 1999, 2001, 2003  | 2001              | 219-222, 239-241, 252                | przewóz osób na wózkach | Autobusy o numerach 239-241           | 8      |
| Solaris Urbino 12 II             | 2004              | 2004              | 242-244                              | przewóz osób na wózkach | [ b ]                                 | 3      |
| Solbus Soltour ST11/I            | 2007              | 2007              | 255                                  |                         | klimatyzacja przestrzeni pasażerskiej | 1      |
| Irisbus Crossway 12M             | 2008, 2009        | 2008              | 262, 266                             |                         | klimatyzacja przestrzeni pasażerskiej | 2      |
| Solaris Urbino 12 III            | 2007–2011         | 2007              | 257, 258, 260, 261, 263-265, 267-280 | przewóz osób na wózkach | klimatyzacja przestrzeni pasażerskiej | 21     |
| Iveco Kapena 65C Urby            | 2012              | 2012              | 282                                  | przewóz osób na wózkach |                                       | 1      |
| Solaris Urbino 10 III            | 2014              | 2014              | 283                                  | przewóz osób na wózkach | [ b ]                                 | 1      |
| Solaris Urbino 12 IV             | 2017              | 2017              | 288-290                              | przewóz osób na wózkach | klimatyzacja przestrzeni pasażerskiej | 3      |
| Solaris Urbino 12 IV Electric    | 2017              | 2017              | 291-294                              | przewóz osób na wózkach | klimatyzacja przestrzeni pasażerskiej | 4      |
| MAN NL283 Lion's City            | 2019              | 2019              | 295-297                              | przewóz osób na wózkach | klimatyzacja przestrzeni pasażerskiej | 3      |
| Solaris Urbino 12 IV FL Electric | 2020              | 2020              | 300-305                              | przewóz osób na wózkach | klimatyzacja przestrzeni pasażerskiej | 6      |
|                                  | Wszystkie pojazdy | Wszystkie pojazdy | Wszystkie pojazdy                    | 89.7%                   | 63.8%                                 | 64     |